# Lipromorpha cyanea
Lipromorpha cyanea is een keversoort uit de familie bladkevers (Chrysomelidae). De wetenschappelijke naam van de soort werd in 1980 gepubliceerd door Chen & Wang.